# Ristna
Koordinaten: 58° 56′ 24,1″ N, 22° 3′ 18,8″ O
Ristna (historischer deutscher und schwedischer Name Dagerort) ist die Bezeichnung für die Landspitze der Halbinsel Kõpu (Kõpu poolsaar). Sie liegt im äußersten Westen der zweitgrößten estnischen Insel Hiiumaa (deutsch Dagö) und gehört verwaltungsmäßig zum Dorf Kalana.

## Lage

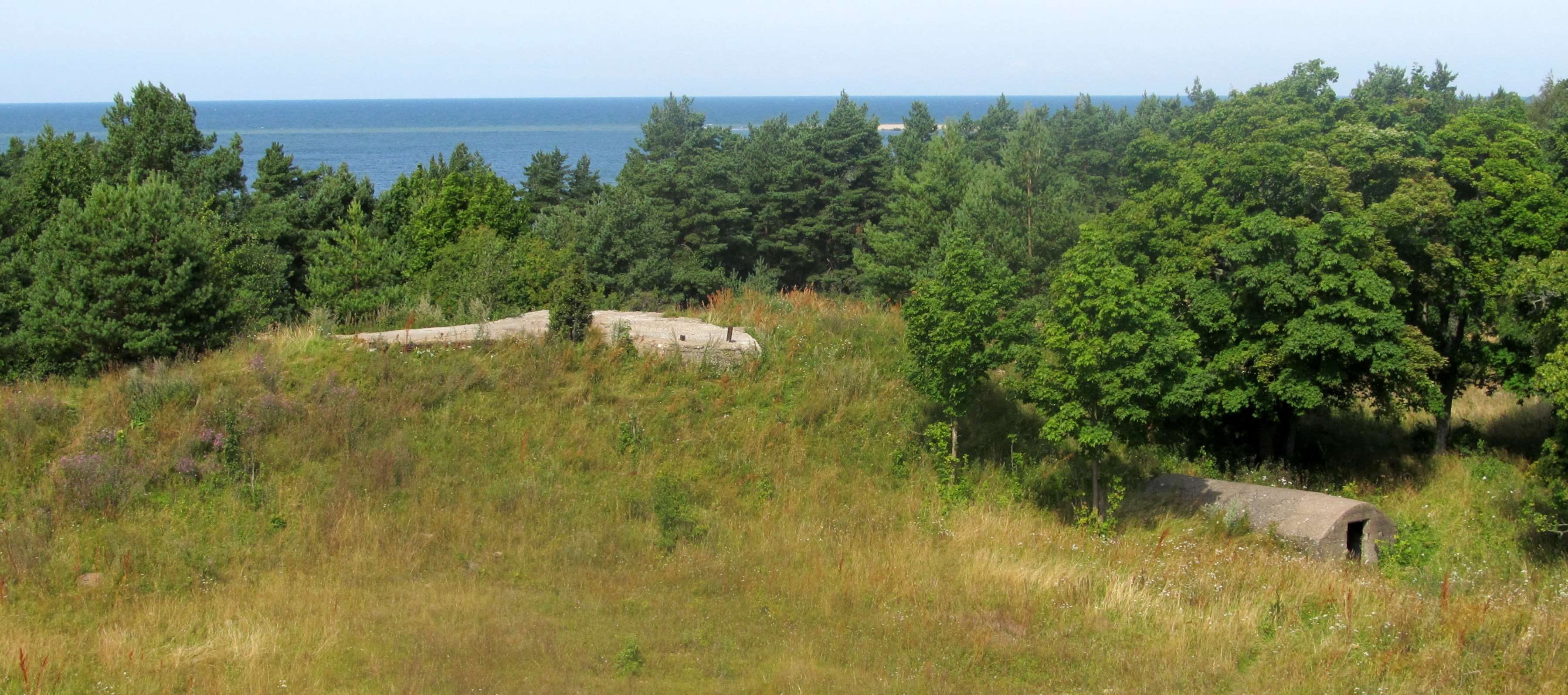
Ehemalige sowjetische Militäranlagen

Die Gegend wird geprägt von zwei Landzungen, die je etwa 400 Meter weit in die Ostsee ragen: die steinige und bewaldete Lõuna-Ristna nina im Süden und die eher sandige Põhja-Ristna nina im Norden. Die mehr als 1,5 Kilometer breite Bucht zwischen den beiden Landzungen ist ein beliebter Treffpunkt für Taucher und Surfer, für letztere besonders, wenn westlicher Wind die Wellen auftürmt; Schwimmen ist dann hier eher nicht angesagt.
In dem Gebiet befinden sich eine meteorologische Station sowie Überreste sowjetischer Militäranlagen. Große Teile des Geländes gehören heute zum Naturschutzgebiet Kõpu (Kõpu looduskaitseala).

## Leuchtturm

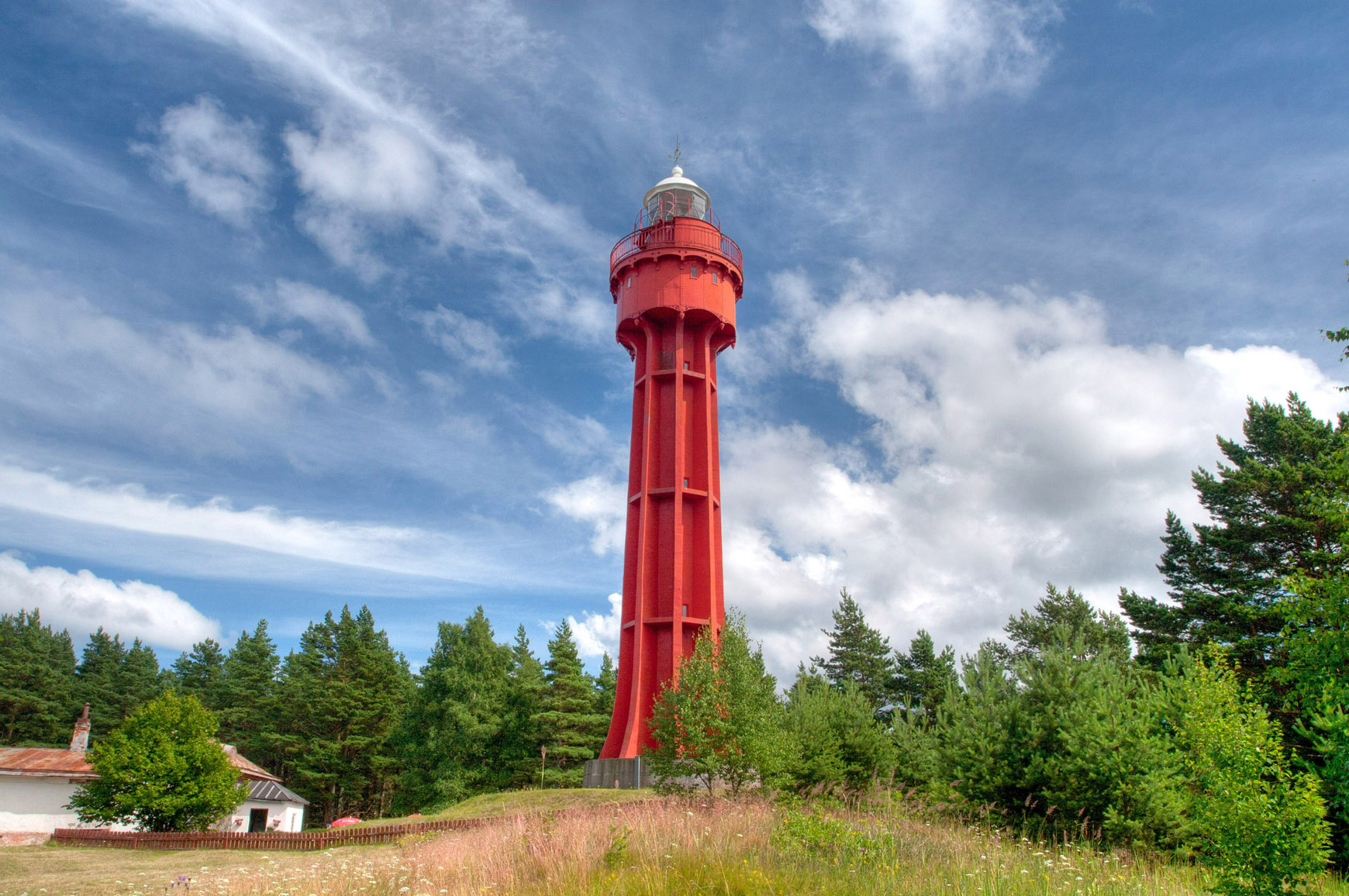
Leuchtturm Ristna

Ristna ist auch für seinen Leuchtturm (Ristna tuletorn) bekannt. 1873 wurde der heutige Leuchtturm in Paris bestellt und ein Jahr später auf Hiiumaa errichtet. Er ist 30 Meter hoch. Das Leuchtzeichen liegt 37 Meter über dem Meeresspiegel und ist bis zu einer Entfernung von 31,5 km sichtbar. 1884 wurde der Turm um eine Nebelglocke ergänzt, die fünf Jahre später durch ein Nebelhorn ersetzt wurde.
Der Leuchtturm besteht aus zwei konzentrischen Eisenzylindern, zwischen denen eine Wendeltreppe verläuft. Während des Ersten Weltkriegs wurde der Leuchtturm beim deutschen Vorstoß in die Rigaer Bucht im August 1915 durch Beschuss von deutschen Kriegsschiffen leicht beschädigt. 1920 wurde er mit Beton verstärkt, umfassend erneuert und erhielt sein heutiges Aussehen. Im Fuß des Leuchtturms befindet sich heute ein kleines Café.
Etwa 8,5 Kilometer weiter östlich steht der mächtige Leuchtturm Kõpu (estnisch Kõpu tuletorn), ein Wahrzeichen der Insel Hiiumaa. Er ist wegen seiner Lage nahe einem Moorgebiet oft in Nebel gehüllt. Dies war der Hauptgrund für den Bau des Leuchtturms Ristna.